# Creepmime
 Creepmime was een Nederlandse metalband uit Leiden. In de periode 1992-1996 boekte de band successen in het ondergrondse deathmetal/doommetal-circuit.

## Leden
- Andy Judd - gitaar
- Rogier Hakkaart - gitaar, zang
- Joost van der Graaf - basgitaar, zang
- Frank Brama - slagwerk

## Discografie
- Anthems for a Doomed Youth (Demo 1992)
- Shadows
- Chiaroscuro